# Munna
Munna är ett släkte av kräftdjur som beskrevs av Henrik Nikolai Krøyer 1839. Munna ingår i familjen Munnidae.

## Dottertaxa tillMunna, i alfabetisk ordning[1][2]
- Munna acanthifera
- Munna aculeata
- Munna affinis
- Munna amphoricauda
- Munna antarctica
- Munna arcacauda
- Munna argentinae
- Munna armoricana
- Munna arnholdi
- Munna avatshensis
- Munna bispina
- Munna bituberculata
- Munna boeckii
- Munna caprinsula
- Munna chilensis
- Munna chromatocephala
- Munna coeca
- Munna concavifrons
- Munna coxalis
- Munna crinata
- Munna crozetensis
- Munna cryophila
- Munna dentata
- Munna fabricii
- Munna fernaldi
- Munna gallardoi
- Munna globicauda
- Munna groenlandica
- Munna halei
- Munna hanseni
- Munna hentyi
- Munna hirsuta
- Munna hovelli
- Munna instructa
- Munna japonica
- Munna jazdzewskii
- Munna kerguelensis
- Munna kroeyeri
- Munna kroyeri
- Munna kurilensis
- Munna limicola
- Munna lobata
- Munna longipoda
- Munna lukini
- Munna lundae
- Munna macquariensis
- Munna maculata
- Munna magnifica
- Munna makarovi
- Munna minuta
- Munna modesta
- Munna nasuta
- Munna neglecta
- Munna neozelanica
- Munna ornata
- Munna pallida
- Munna palmata
- Munna parvituberculata
- Munna pellucida
- Munna petronastes
- Munna psychrophila
- Munna roemeri
- Munna serrata
- Munna setosa
- Munna similis
- Munna spicata
- Munna spinifera
- Munna spinifrons
- Munna spitzbergensis
- Munna stephenseni
- Munna studeri
- Munna subneglecta
- Munna temae
- Munna tenuipes
- Munna truncata
- Munna unicincta
- Munna uripica
- Munna varians
- Munna vittata
- Munna wolffi